# Gheorghe Perian
Gheorghe Perian (n. 12 ianuarie 1952, Cenad, județul Timiș) este un critic și istoric literar român.  Este un reprezentant al postmodernismului în literatura română. Provine din grupul de scriitori constituit la Cluj în jurul revistei ”Echinox” și se încadrează în critica universitară clujeană.

## Biografie
Gheorghe Perian a absolvit școala gimnazială din satul natal și Liceul teoretic din Sânnicolau Mare. A urmat cursurile Universității ”Babeș- Bolyai” din Cluj, Facultatea de Filologie. Printre profesorii săi s-au aflat Ioana Em. Petrescu, Liviu Petrescu, Mircea Zaciu și Liviu Rusu. Ca student a fost redactor al revistei ”Echinox”. După absolvirea Facultății, a lucrat ca profesor în diferite localități din județul Mureș (Reghin, Nazna, Sâncraiu de Mureș), iar după Revoluția din 1989 a predat literatura română la Universitatea ”Babeș-Bolyai” din Cluj, Facultatea de Litere. În 1999 a obținut titlul de doctor în științe filologice cu o teză despre poezia naivă românească. Din 2008 până în 2017 a fost și redactor al revistei ”Vatra” din Târgu Mureș.

## Perioadele
Activitatea literară a lui Gheorghe Perian se încadrează în patru perioade. Cea dintâi a fost perioada bănățeană (1967-1971), când viitorul critic (pe atunci elev de liceu) culegea folclor din satul natal și scria versuri. Unele dintre acestea au apărut în traducere germană în revista ”Neue Literatur” în anul 1971, constituind debutul său literar. A urmat perioada clujeană (1972-1976), când activitatea lui literară s-a desfășurat în paginile revistei ”Echinox”, al cărei cronicar literar a fost. Pe lângă recenziile și eseurile publicate în ”Echinox”, a îngrijit și prefațat o ediție din scrierile lui Mihail Chirnoagă, Basoreliefuri, apărută în 1977. În perioada târgumureșeană (1977-1989) a colaborat cu articole de critică literară la revista ”Vatra”, unde a susținut rubrica ”Scriitori ce vin”, consacrată scriitorilor ”optzeciști”, aflați atunci la primele lor volume. Din acei ani datează cărțile sale cu subiect postmodernist, ce vor apărea mai târziu. Alte subiecte abordate atunci au fost meliorismul în literatura română postbelică, recrudescența romanului istoric, problema generațiilor literare, criza romanului despre ”obsedantul deceniu” și revirimentul prozei scurte. A urmat a doua perioadă clujeană (1990-2018), în care Gheorghe Perian s-a consacrat criticii universitare, publicând cărți de erudiție, exegeze asupra unor scriitori clasici români, articole pentru dicționarele elaborate la Cluj în acea vreme (Dicționarul Scriitorilor Români și Dicționarul analitic de opere literare românești). A coordonat seria de Studii de literatură română recentă, din care au apărut trei volume: Teme și motive literare în proza scurtă, în 2016, Contribuții la istoria realismului socialist, în 2017, și Istoria postmodernismului prin antologii, în 2018.

## Domeniile
În activitatea lui critică, Gheorghe Perian a arătat interes, în principal, pentru patru domenii de cercetare. Primul a fost literatura română postmodernistă, pe care a început s-o comenteze încă din perioada târgumureșeană, deci de la începuturile ei, și despre care a scris trei cărți, una analitică (Scriitori români postmoderni, 1996), una programatică (Literatura în schimbare, 2010) și una teoretică (Ideea de generație în teoria literară românească, 2013). Următorul domeniu, intrat în atenția criticului mai târziu, în a doua perioadă clujeană, a fost acela al poeziei naive românești din epoca veche. Două cărți stau să ilustreze această direcție de studiu delimitată teoretic și practic de Gheorghe Perian: A doua tradiție. Poezia naivă românească de la origini până la Anton Pann, din 2003, și Antologia poeziei naive românești din secolul al XVIII-lea, din 2006. Al treilea domeniu a fost acela al romanului creștin (gen romanesc apărut în literatura română în perioada interbelică, sub influența scriitorului rus Feodor Dostoievski). Reprezentativă în acest sens este cartea Despre Gala Galaction, din anul 2005. Și, în fine, al patrulea domeniu spre care Gheorghe Perian s-a îndreptat, tot în a doua perioadă clujeană, a fost literatura română simbolistă, analizată într-o secțiune a volumului Scriitori care au fost, publicat în 2011.

## Genurile
În ordine cronologică, lăsând la o parte versurile din tinerețe, fără continuitate în etapele următoare, primul gen practicat de Gheorghe Perian a fost critica literară. A scris articole de susținere a scriitorilor postmoderniști, îndeosebi în paginile revistei ”Vatra”, iar mai târziu, în aceeași revistă, a pledat pentru o revizuire a judecăților critice formulate înainte de 1989 și pentru o reevaluare a operelor apărute în anii comunismului. În a doua perioadă clujeană, deși n-a părăsit cu totul critica literară, s-a manifestat cu precădere pe terenul istoriei literare. Ideea lui, ca istoric literar, a fost că la începutul secolului XXI au apărut informații și interpretări noi, cu o pondere destul de însemnată pentru ca o reconfigurare a istoriei literaturii române, după un alt tipar decât cel călinescian, să devină posibilă. S-a referit, în esență, la necesitatea ca istoria literaturii să-și lărgească sfera în așa fel încât, alături de literatura cultă și de folclor, delimitate în epoca romantică, să poată cuprinde și celelalte două literaturi, recunoscute în postmodernism: literatura naivă și cea de consum. În sfârșit, câteva din studiile sale se înscriu, ca gen, în sfera de abstracțiuni a teoriei literare. Expresia programatică a preocupărilor de această natură a fost un articol din 2014, apărut în revista ”Vatra” sub titlul Chemarea la teorie. În cuprinsul acestuia, autorul pleda pentru înnoirea limbajului critic, prin crearea de către teoreticienii români a unor concepte noi, operaționale, în concordanță cu evoluțiile ce s-au petrecut în literatură. Noțiunile de mai sus (revizuire, reevaluare, reconfigurare) și altele utilizate de Gheorghe Perian (sediționism, experiment etc.) se subsumează toate unui concept regent, cel de schimbare. Este conceptul care a dat și titlul cărții sale programatice din 2010.

## Personaj literar
În povestirile unor scriitori contemporani, pe care criticul i-a întâlnit, apar personaje episodice, uneori și principale, sub a căror conduită Gheorghe Perian s-a recunoscut pe sine. Un asemenea personaj este Petru Francisc Racolțea din povestirea lui Mihai Sin, Duel, publicată în 1989, în volumul Rame și destin. În portretul făcut lui Racolțea se oglindește chipul lui Gheorghe Perian la tinerețe, așa cum criticul era perceput în redacția revistei ”Vatra”, unde Mihai Sin îndeplinea funcția de redactor: ”Cândva, cu mulți ani în urmă, pe când Brejan era director, de el depinsese promovarea lui Racolțea, pe atunci foarte tânăr, abia terminase de câțiva anișori facultatea. Fraged, impetuos și rezervat în același timp. Neștiind încă să-și ascundă pornirile, să-și controleze mușchii feței, privirea, vocea. Și nici măcar nu se străduia, nu încerca să învețe. Îți intră, domnule, în birou, un băiat ca ăsta, sau chiar dacă ar fi fost mai copt, tot subaltern era, îți intră în birou și te sfidează. Nu bate cu pumnul în masă, nu face istericale cerându-și cine știe ce drepturi iluzorii, în sfârșit, pare un ins civilizat. Și totuși sfidează, îl simți de cum deschide ușa capitonată: parcă s-a născut între uși capitonate și le deschide de când lumea, fără nici o sfială. Nu dă buzna, dar n-are nici o umbră de respect pentru ceea ce ar trebui să reprezinte spațiul în care intră și chiar ușa pe care tocmai a deschis-o, de ce nu, fiindcă la urma urmei, oricât de democrat ai fi, trebuie să accepți că nu e o ușă oarecare, ci o ușă aparte, un simbol al autorității, al ordinei, al unor ierarhii acceptate și, prin urmare, democratice”. 
Alte povestiri în care Gheorghe Perian apare ca personaj și care îl surprind la maturitate, în mijlocul studenților săi de la Universitatea din Cluj, au fost publicate după 1989, sub semnătura unor scriitori din generația tânără. Într-o povestire de Anca Hațiegan, B&B (Bătrânul și Balerina), din revista ”Echinox”, nr. 10-11-12, din 2002, Gheorghe Perian este văzut ca un flâneur, pășind agale și fără un scop anume pe străzile vechi și întortocheate ale orașului, preocupat, asemenea pictorilor impresioniști, numai de bucuriile efemere ale retinei: ”Bătrânul intră într-o librărie. Băiatul îl spionează prin ușa transparentă. Răsfoiește o carte, absorbit, dar nu cumpără. Iese. Fixează o vitrină în care sunt expuse mezeluri, patiserie, lactate. Le-ar încerca, dar, nu, a trecut mai departe. Cotește la stânga când nu te-ai aștepta, pentru că nu are ce să caute într-acolo, unde străzile se îngustează, se fac cât niște ulicioare, se comprimă sugrumate între pereți de case dărăpănate, unii proaspăt spoiți cu var. Ce-i drept  ̶  pitorești... Aici aerul se rarefiază, zgomotul orașului nu pătrunde, deși în plin centru... Pașii se pierd, ca fâlfâit de aripi... Câte un moșneag ițește capul la vreo fereastră, de după un pervaz încărcat cu ghivece de flori. S-au oprit amândoi în dreptul unui zid înalt, în semi-ruină  ̶  vechi zid de apărare, din centura de castitate a burgului medieval... Lângă un anticariat  ̶ aha!... Bătrânul are însă alte intenții... Pe el nici nu-l bagă în seamă. A înțepenit locului, cu ochii în văzduh ̶  cel puțin așa își închipuie la început băiatul. După care îl zărește și el: un copac-copăcel  ̶  o tufă de liliac înflorit, cu ciorchini violaceu-vineții înfoiați în soare, care crește chiar pe creasta zidului cel vechi, pe o brazdă de pământ purtat acolo sus-sus de vânt, fir după fir, fărâmă peste fărâmă... Au stat așa, fără ca nimeni să-i deranjeze...”
În romanul lui Alexandru Vakulovski, cel publicat în 2002, Gheorghe Perian este prezentat ca un profesor cu idei ”fracturiste”, susținând la cursurile lui că subcultura de cartier ar putea fi o sursă de luat în seamă pentru înnoirea poeziei românești: ”La o oră a profesorului la care făceam ce puteam ca să nu lipsesc cumva vreodată, într-o ciudată paranteză, cum obișnuia să facă spre marea mea satisfacție, căci intra într-un fel de transă, vorbea despre ceea ce nu programase, a spus că, da, hip-hopul, cultura aceasta de cartier, va deveni ceva important, uitați-vă de exemplu la poezia lui Geo Dumitrescu, care era total anti-culturală, sau cel puțin așa credeau el și alții. Hip-hopul, subcultura de cartier ar putea să devină cândva o cultură importantă. // Buru a fost atunci răutăcios, zicându-mi că nu știe dacă profesorul ar mai avea aceeași părere după o întâlnire cu băieții de cartier. M-a mirat acceptarea aceasta, era între vârsta mea și cea a profesorului o diferență destul de mare, dar uite că el a acceptat ceea ce eu încă nu reușeam să fac”.

## Cărți publicate
- Scriitori români postmoderni , Editura Didactică și Pedagogică, București, 1996;
- Pagini de critică și de istorie literară , Editura Ardealul, Târgu-Mureș, 1998;
- A doua tradiție. Poezia naivă românească de la origini până la Anton Pann, Editura Dacia, Cluj-Napoca, 2003;
- Despre Gala Galaction, Editura Limes, Cluj-Napoca, 2005;
- Antologia poeziei naive românești din secolul al XVIII-lea, Editura Limes, Cluj-Napoca, 2006;
- Dezlegarea la cărți, Editura Limes, Cluj-Napoca, 2006;
- Literatura în schimbare, Editura Limes, Cluj-Napoca, 2010;
- Scriitori care au fost, Editura Dacia XXI, Cluj-Napoca, 2011.

## Ediții critice
- Mihail Chirnoagă, Basoreliefuri, Editura Dacia, Cluj-Napoca, 1977;
- Alexandru Obedenaru,  Amintirile unui poet decadent, Editura Limes, Cluj-Napoca, 2010 (în colaborare).

## Volume colective
- Competiția continuă. Generația ’80 în texte teoretice, Editura Paralela 45, Pitești, 1994;
- Dicționarul Scriitorilor Români, I-IV, Editura Fundației Culturale Române și Editura Albatros, București, 1995-2002;
- Dicționar analitic de opere literare românești, I-IV, Casa Cărții de Știință, Cluj-Napoca, 1998-2003.

## Prefețe
- Adrian Grănescu, Însemnare a lecturilor mele particulare, prefață de Gheorghe Perian, Editura Limes, Cluj-Napoca, 2002;
- Viorel Mureșan, Sâmbăta lucrurilor, prefață de Gheorghe Perian, Editura Limes, Cluj-Napoca, 2006;
- Adrian Mureșan, Hristos nu trage cu ochiul, prefață de Gheorghe Perian, Editura Limes, Cluj-Napoca, 2007.

## Premii și distincții
- Premiul Asociației Scriitorilor din Târgu-Mureș, 1997;
- Premiul Asociației Scriitorilor din Cluj-Napoca, 1997;
- Premiul Salonului Național de Carte din Cluj-Napoca, 1997;
- Premiul Universității “Babeș-Bolyai” pentru carte științifică, 2004;
- Premiul “Dafora” al Primăriei municipiului Mediaș, 2004;
- Premiul Asociației Scriitorilor din Târgu-Mureș, 2004;
- Premiul pentru critică literară al Bibliotecii “Octavian Goga” din Cluj-Napoca, 2007.

## Afilieri
- Membru al Uniunii Scriitorilor din România, începând cu anul 2003;